# カスパー・ニールセン
カスパー・ニールセン（Casper Nielsen、1994年4月29日 - ）は、デンマーク・エスビャウ出身のプロサッカー選手。クラブ・ブルッヘ所属。ポジションはMF。

## 経歴

### クラブ
エスビャウfBのアカデミーで育成され、2009年6月に弱冠15歳にしてプロ契約を結んだ。数ヶ月後、プレミアリーグのマンチェスター・シティFCのトライアルに参加した。2013年1月に契約延長とトップチーム昇格が発表された。2013年5月のFCコペンハーゲン戦でプロデビュー。
2017年1月、オーデンセBKに移籍。契約は3年半。

### 代表
ユース年代からデンマーク代表に選出されている。

## 代表歴
- デンマークU-16
- デンマークU-17
- デンマークU-20
- デンマークU-21
  - 2016年リオデジャネイロオリンピック
  - UEFA U-21欧州選手権2017